# Ulverstone
Ulverstone is een plaats in de Australische deelstaat Tasmanië en telt 9760 inwoners (2006).

## Geboren
- Craig Walton (10 oktober 1975), triatleet

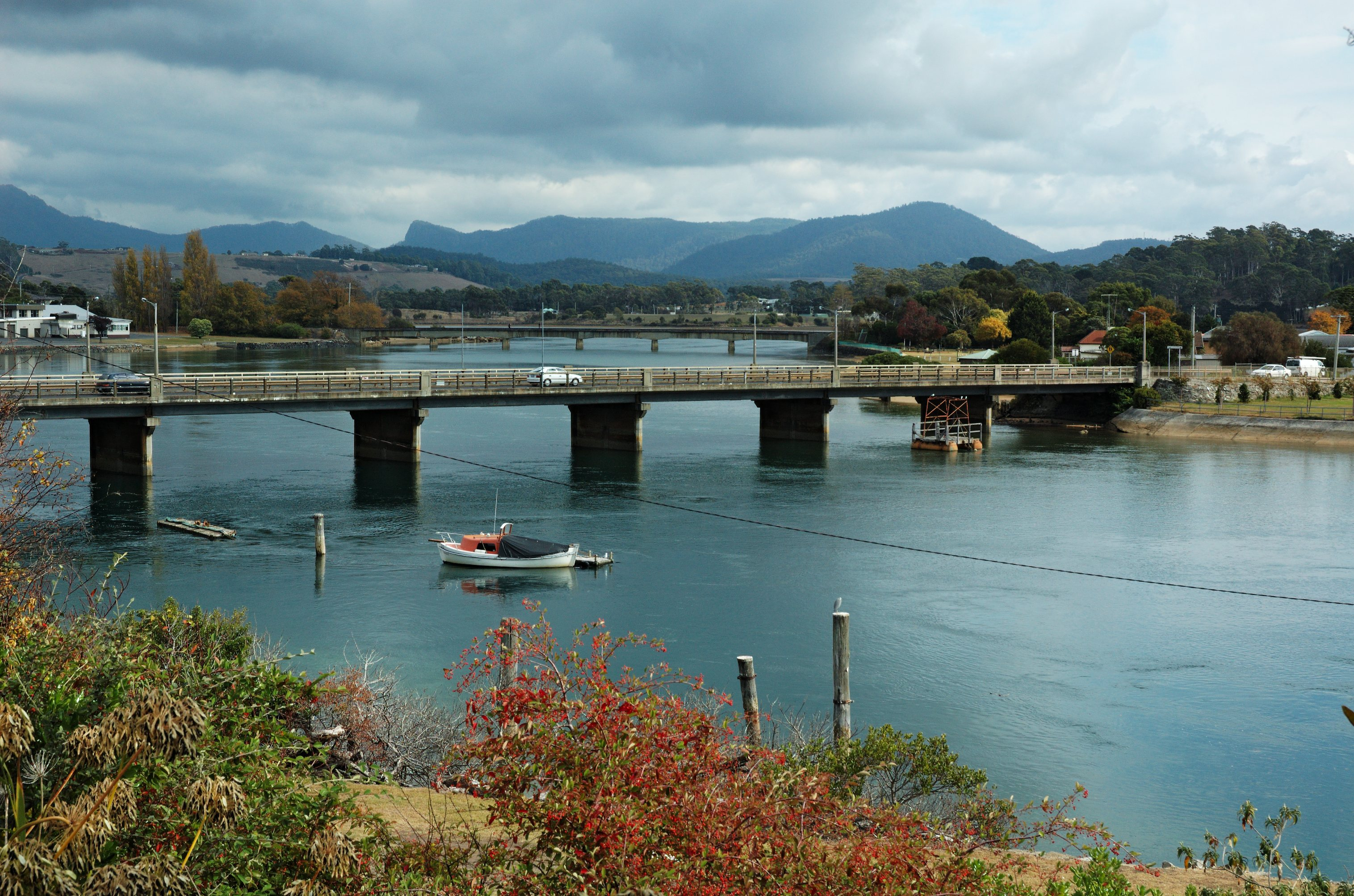
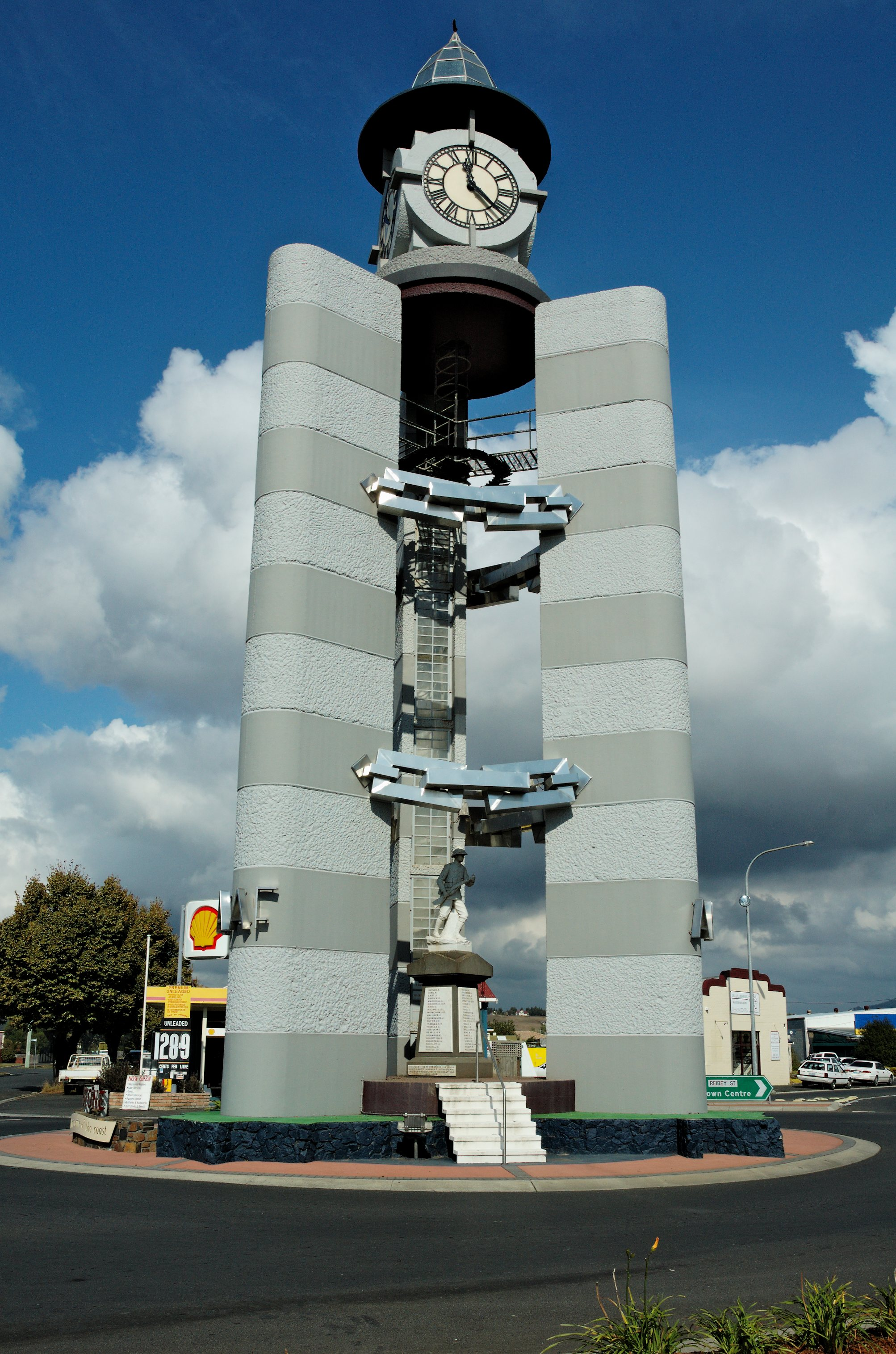
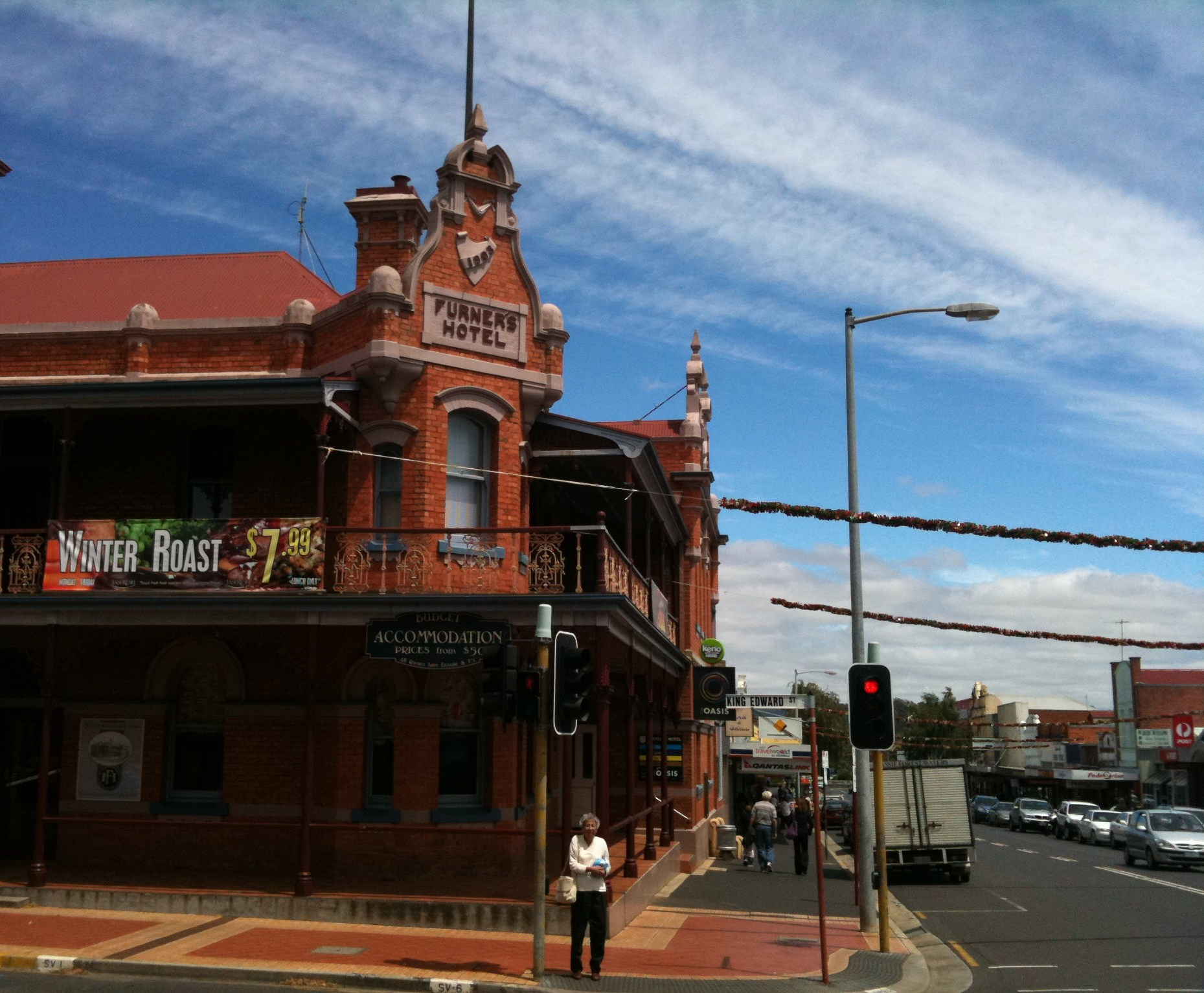
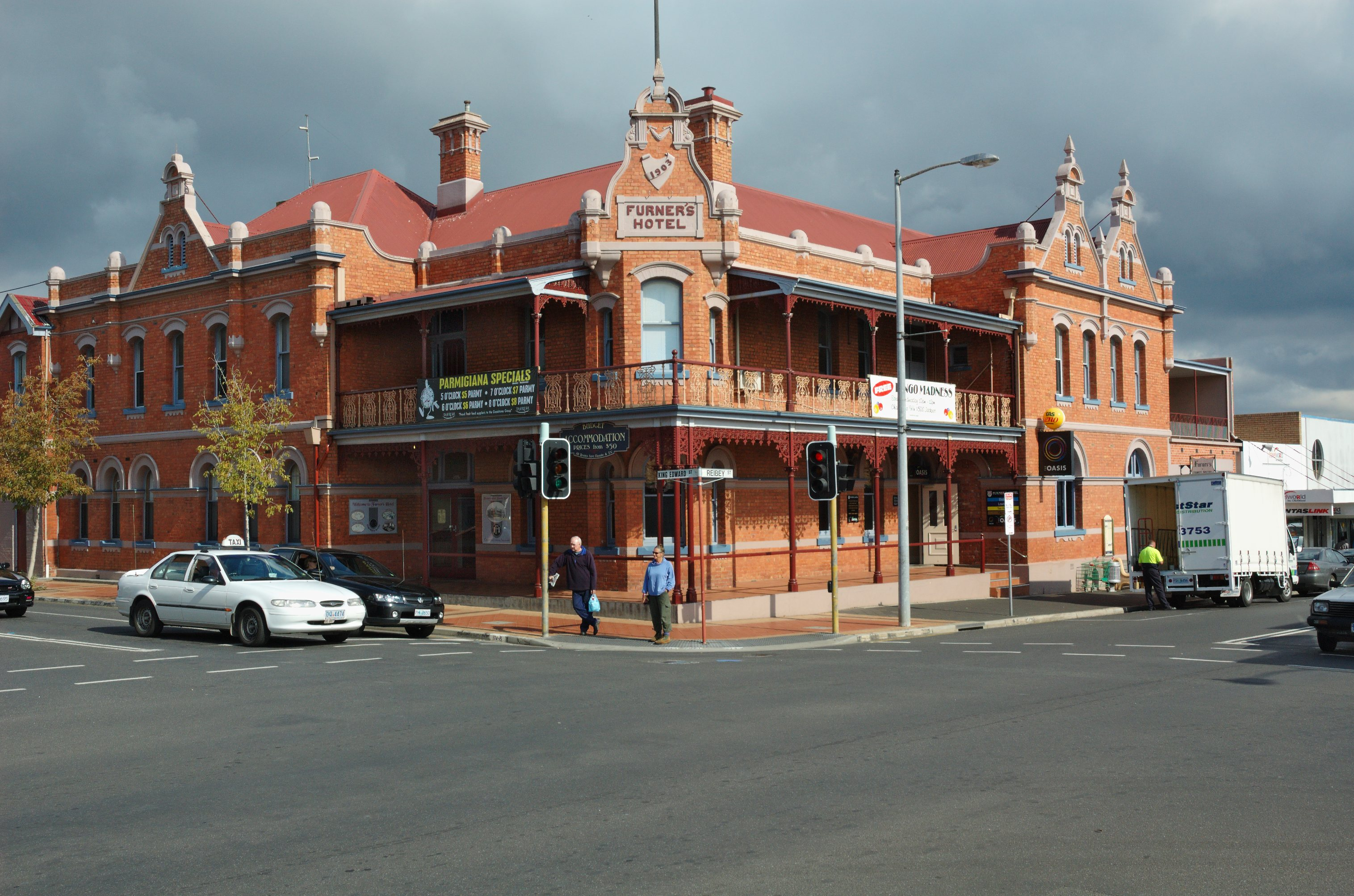